# Old Savonoski Site
Pour les articles homonymes, voir Savonoski et Savonoski River Archeological District.
L'Old Savonoski Site est un site archéologique américain dans le borough de Lake and Peninsula, en Alaska. Protégé au sein des parc national et réserve de Katmai, il est inscrit au Registre national des lieux historiques depuis le 23 juin 1978.